# Strahlruder

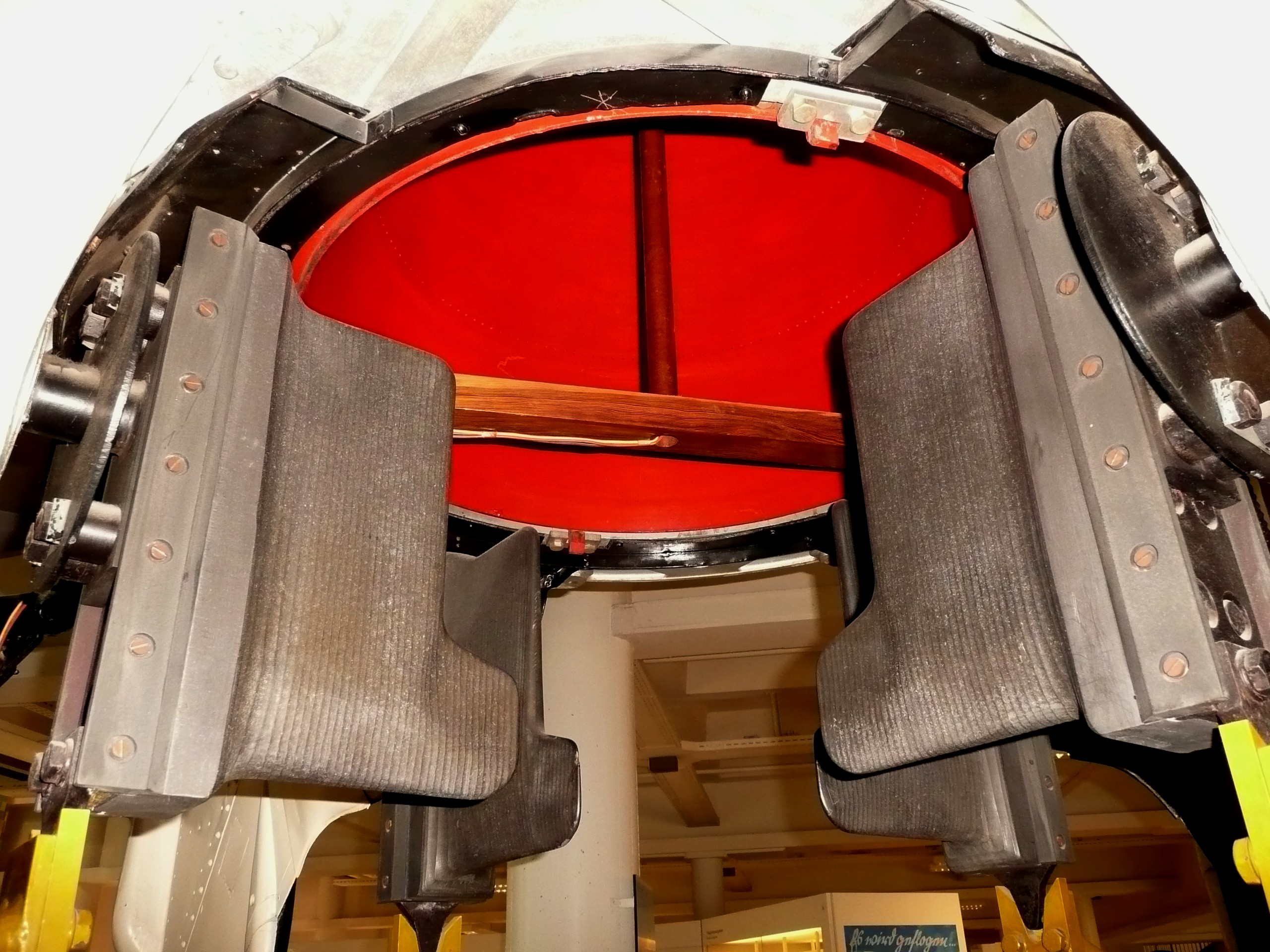
Strahlruder des Aggregat 4

Als Strahlruder werden feuerfeste Platten bezeichnet, die in den Strahl einer Rakete eingebaut sind und ihre Richtungs-Steuerung ermöglichen.
Ihre materialtechnische Herstellung ist eine äußerst anspruchsvolle Aufgabe, weil die Brenntemperatur von Raketen 1000 °C übersteigen kann. Deshalb werden größere Triebwerks-Aggregate – beispielsweise für die Raumfahrt – auch als Ganzes schwenkbar konstruiert, um den Schubvektor zu steuern, was allerdings andere Probleme der mechanischen Stabilität nach sich zieht.
Eine der ersten Raketen mit Strahlruder war die Aggregat 4 (A4), wofür Graphit verwendet wurde. 
Siehe auch:
- Raketentest, Schubvektorsteuerung, Flugüberwachungsgeräte
- Robert Goddard, Konstantin Eduardowitsch Ziolkowski, Max Valier